# Saint-Prest

Saint-Prest este o comună în departamentul Eure-et-Loir, Franța. În 1 ianuarie 2022 avea o populație de 2.119 de locuitori.